# Peter Payer (Manager)
Peter Payer (* 1. Mai 1927 in Freudenstadt; † 29. Juli 2009) war ein deutscher Manager. Er war Geschäftsführer der Robert-Bosch-Stiftung.

## Leben
Payer studierte ab dem Sommersemester 1948 Rechtswissenschaft an der Eberhard-Karls-Universität Tübingen und wurde dort Mitglied der Tübinger Burschenschaft Derendingia. Das erste und das zweite Staatsexamen legte er erfolgreich ab und promovierte 1957 zum Dr. iur.
Am 1. Juli 1970 trat er als fester Mitarbeiter in die Robert-Bosch-Stiftung ein und wurde 1972 stellvertretender Geschäftsführer. Von 1977 bis 1990 war Payer ordentlicher Geschäftsführer. Besonders in den Gebieten der Gesundheitssystemforschung und der Völkerverständigung hat er sich verdient gemacht. Zudem setzte er sich in besonderem Maße für die Vertiefung der deutsch-französischen, deutsch-amerikanischen und deutsch-polnischen Beziehungen ein. Für seine Verdienste wurde er mehrfach ausgezeichnet. 
1990 setzte er sich zur Ruhe. Im gleichen Jahr wurde er Vizepräsident des Deutschen Polen-Instituts in Darmstadt. Payer ist 2005 aus gesundheitlichen Gründen aus diesem Amt ausgeschieden.

## Auszeichnungen
- 1979: Bundesverdienstkreuz 1. Klasse
- Komturkreuz des Verdienstordens der Republik Polen
- Chevalier des Ordre des Arts et des Lettres
- Diether-von-Isenburg-Medaille

## Schriften
- Die Reichsstadt Schwäbisch Gmünd zu Ende des 18. Jahrhunderts und ihr Übergang an Württemberg, 1957.
- Fremdsprachenunterricht und internationale Beziehungen, 1982.
- Die Robert-Bosch-Stiftung: 1964–1988, 1991.